# Cristiano I di Anhalt-Bernburg
Cristiano I di Anhalt-Bernburg (Bernburg, 11 maggio 1568 – Bernburg, 17 aprile 1630) fu principe di Anhalt-Bernburg, nonché cancelliere degli elettori palatini Federico IV e Federico V.

## Biografia
Figlio del principe Gioacchino Ernesto di Anhalt e della sua prima moglie, Agnese di Barby, prese possesso delle terre di famiglia nel 1586 e divenne un devoto calvinista e avvocato di Federico IV, elettore palatino. Nel 1591 guidò le armate del Palatinato in aiuto del re francese Enrico IV. Come diplomatico, nel 1608 giocò un ruolo importante nella formazione dell'Unione protestante.
Dopo la morte dell'elettore, servì presso suo figlio, Federico V, e venne nominato comandante delle forze protestanti col compito di difendere la Boemia contro l'imperatore Ferdinando II e i suoi alleati, quando i nobili elessero Federico a loro re nel 1619. Quando le sue forze vennero sconfitte nel 1620, nella battaglia della Montagna Bianca Cristiano e Federico dovettero abbandonare Praga.
In conseguenza a questa collaborazione con il Palatinato, nel 1621 fu soggetto a bando imperiale, che lo rese fuorilegge nel Sacro Romano Impero e lo privò delle sue terre. Si recò dapprima in Svezia, divenendo amico del re Cristiano IV di Danimarca. Si appellò in seguito alla magnanimità dell'imperatore Ferdinando nel 1624 e venne autorizzato a riprendere possesso dei propri stati. Gli succedette il figlio Cristiano II.

## Matrimonio e discendenza
Cristiano sposò nel 1595 Anna di Bentheim-Tecklenburg, figlia di Arnoldo III di Bentheim-Tecklenburg e di Maddalena di Neuenahr-Alpen. Il matrimonio produsse i seguenti figli:
- Federico Cristiano (1596)
- Amalia Giuliana (1597 - 1605)
- Cristiano (1599 - 1656), Principe di Anhalt-Bernburg dal 1630. Sposò Eleonora Sofia di Schleswig-Holstein-Sonderburg.
- Eleonora Maria (1600 - 1657), sposò Giovanni Alberto II di Meclemburgo-Güstrow.
- Una figlia (1601)
- Sibilla Elisabetta (1602 - 1648)
- Anna Maddalena (1603 - 1611)
- Anna Sofia (1604 - 1640)
- Luisa Amalia (1606 - 1635)
- Ernesto (1608 - 1632), colonnello nell’esercito sassone.
- Amena Giuliana (1609 - 1628)
- Agnese Maddalena (1612 - 1629)
- Federico (1613 - 1670) Principe di Anhalt-Harzgerode, sposò in prime nozze Giovanna Elisabetta di Nassau-Hadamar, e in seconde nozze Anna Caterina di Lippe-Detmold.
- Sofia Margherita (1615 - 1673), sposò Giovanni Casimiro di Anhalt-Dessau.
- Dorotea Matilde (1617 - 1656)
- Federico Ludovico (1619 - 1621)

## Ascendenza
|                                |   |                             | Genitori                  |  |  | Nonni |  |  | Bisnonni |  |  | Trisnonni |  |
|                                |   |                             |                           |  |  |       |  |  | …        |  |  | …         |  |
|                                |   |                             |                           |  |  |       |  |  | …        |  |  | …         |  |
|                                |   | …                           |                           |  |  |       |  |  | …        |  |  |           |  |
| Giovanni II di Anhalt-Dessau   |   |                             |                           |  |  |       |  |  | …        |  |  |           |  |
|                                |   | …                           | …                         |  |  |       |  |  |          |  |  |           |  |
|                                |   | …                           | …                         |  |  |       |  |  |          |  |  |           |  |
|                                |   | …                           | …                         |  |  |       |  |  |          |  |  |           |  |
| Gioacchino Ernesto di Anhalt   |   | …                           |                           |  |  |       |  |  |          |  |  |           |  |
|                                |   | Gioacchino I di Brandeburgo | Giovanni I di Brandeburgo |  |  |       |  |  |          |  |  |           |  |
|                                |   | Gioacchino I di Brandeburgo | Giovanni I di Brandeburgo |  |  |       |  |  |          |  |  |           |  |
|                                |   | Gioacchino I di Brandeburgo | Margherita di Sassonia    |  |  |       |  |  |          |  |  |           |  |
| Margherita di Brandeburgo      |   | Gioacchino I di Brandeburgo |                           |  |  |       |  |  |          |  |  |           |  |
|                                |   | Elisabetta di Danimarca     | Giovanni di Danimarca     |  |  |       |  |  |          |  |  |           |  |
|                                |   | Elisabetta di Danimarca     | Giovanni di Danimarca     |  |  |       |  |  |          |  |  |           |  |
|                                |   | Elisabetta di Danimarca     | Cristina di Sassonia      |  |  |       |  |  |          |  |  |           |  |
| Cristiano I di Anhalt-Bernburg |   | Elisabetta di Danimarca     |                           |  |  |       |  |  |          |  |  |           |  |
|                                | … | …                           |                           |  |  |       |  |  |          |  |  |           |  |
|                                | … | …                           |                           |  |  |       |  |  |          |  |  |           |  |
|                                | … | …                           |                           |  |  |       |  |  |          |  |  |           |  |
| Wolfgang von Barby             | … |                             |                           |  |  |       |  |  |          |  |  |           |  |
|                                |   | …                           | …                         |  |  |       |  |  |          |  |  |           |  |
|                                |   | …                           | …                         |  |  |       |  |  |          |  |  |           |  |
|                                |   | …                           | …                         |  |  |       |  |  |          |  |  |           |  |
| Agnese di Barby                |   | …                           |                           |  |  |       |  |  |          |  |  |           |  |
|                                |   | …                           | …                         |  |  |       |  |  |          |  |  |           |  |
|                                |   | …                           | …                         |  |  |       |  |  |          |  |  |           |  |
|                                |   | …                           | …                         |  |  |       |  |  |          |  |  |           |  |
| …                              |   | …                           |                           |  |  |       |  |  |          |  |  |           |  |
|                                |   | …                           | …                         |  |  |       |  |  |          |  |  |           |  |
|                                |   | …                           | …                         |  |  |       |  |  |          |  |  |           |  |
|                                |   | …                           | …                         |  |  |       |  |  |          |  |  |           |  |
|                                |   | …                           |                           |  |  |       |  |  |          |  |  |           |  |

## Fonti
- Pursell, Brennan C. The Winter King. Aldershot: Ashgate, 2003.
- Yates, Frances. The Rosicrucian Enlightenment. Londra; New York: Routledge, 1972. ISBN 0-415-26769-2